# Liste de décharges souterraines

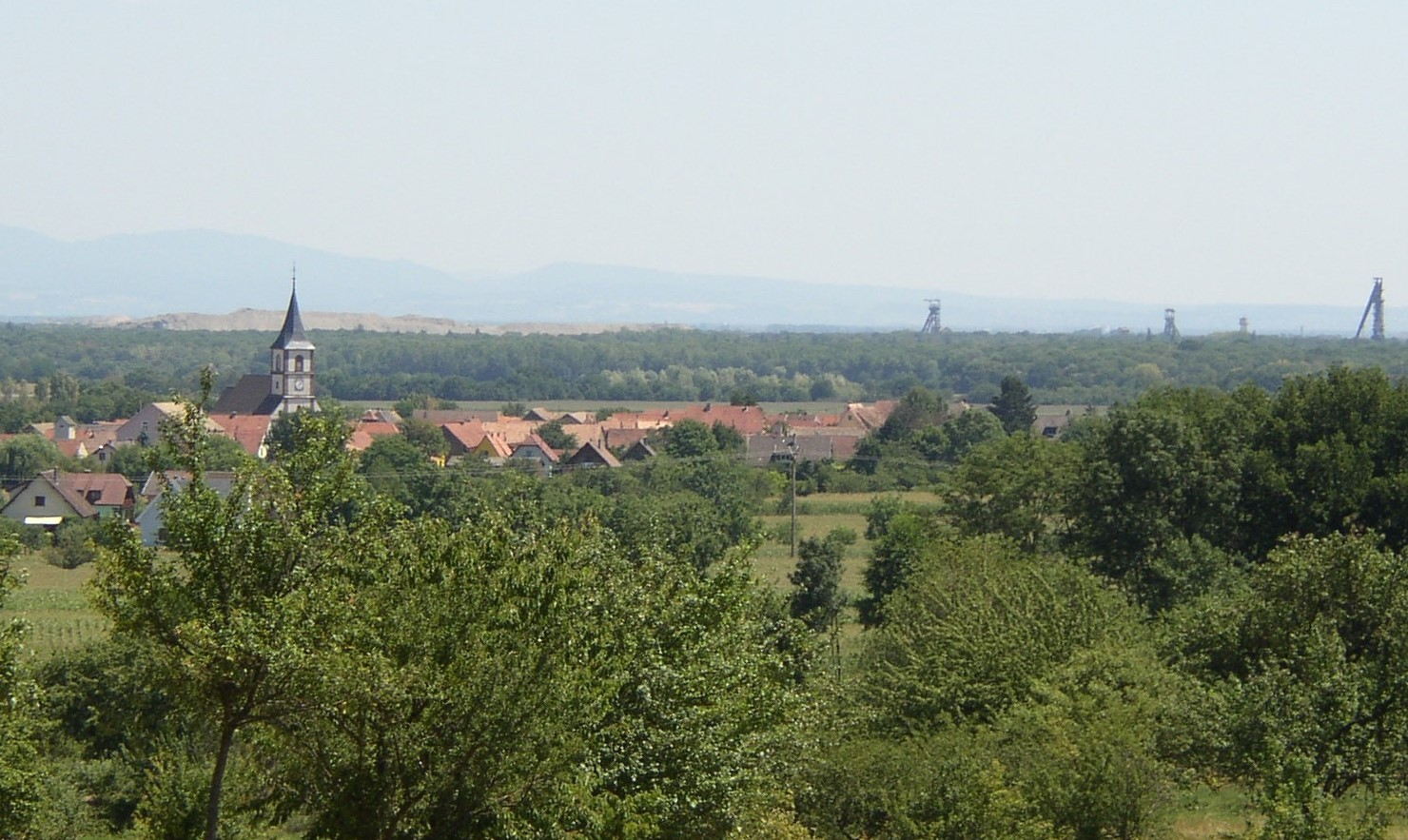
StocaMine, au sein du Bassin potassique.

La liste des sites de stockage souterrain comprend les sites de stockage souterrain de matières toxiques et radioactives fermés, en exploitation ou en construction dans le monde entier. Elle ne prétend pas être exhaustive.

## Union européenne

### Allemagne
En 1994, selon le Groupe de travail des Länder sur les déchets — en allemand : Länderarbeitsgemeinschaft Abfall — environ deux millions de tonnes de "résidus étrangers à l'industrie minière" ont été mis en décharge dans 27 mines à travers l'Allemagne.

#### Bade-Wurtemberg
| Nom                            | Lieu      | Description | Image   |
| ------------------------------ | --------- | --- | ------- |
| Mine de sel gemme de Heilbronn | Heilbronn | Südwestdeutsche Salzwerke est l'exploitant. Depuis 1987, on stocke 800 000 tonnes par an de déchets spéciaux et de matières toxiques. Il y a 2 292 tonnes de matière radioactive | centred |

#### Basse-Saxe
| Nom                                         | Lieu         | Description | Image   |
| ------------------------------------------- | ------------ | --- | ------- |
| Mine d'Asse                                 | Wolfenbüttel | Stockage de matériaux radioactifs de 1965 à 1978. La récupération des 126 000 fûts coûtera plusieurs milliards d'euros,. | centred |
| Mine de reconnaissance de Gorleben          | Gorleben     | Simplement pour savoir si le stockage de matières radioactives était sûr                                                 | centred |
| Mine Konrad                                 | Salzgitter   | Planifiée pour les matières radioactives                                                                                 | centred |
| Kaliwerk Thiederhall (de)                   | Salzgitter   | Stockage de déchets de production liquides de Volkswagen de 1975 à 1990                                                  | centred |
| Kali- und Steinsalzbergwerk Mariaglück (de) | Eschede      | Substances toxiques, substances radioactives                                                                             |         |

#### Hesse
| Nom                                  | Lieu     | Description | Image   |
| ------------------------------------ | -------- | --- | ------- |
| Décharge souterraine d'Herfa-Neurode | Heringen | Déchets industriels en provenance d'Europe et des États-Unis d'Amérique, dont des fûts d'arsenic, de la terre contaminée au mercure, ainsi que des poussières de filtres (REFIOM). En tout, environ 2,7 millions de tonnes à la date de 2019 | centred |

#### Rhénanie du Nord-Westphalie
Entre le milieu des années 1980 et 2006, environ 1,6 million de tonnes de déchets industriels ont été stockés sous terre dans 11 mines de charbon de la Ruhr. BUND critique les risques : « En plus des résidus des installations de combustion de la houille, on a notamment utilisé des poussières de filtre et des résidus d'épuration des gaz de fumée hautement toxiques provenant d'incinérateurs d'ordures ménagères, des poussières de filtre provenant d'incinérateurs de boues d'épuration, des sables de fonderie et des résidus de grenaillage [...] Dès les années 1990, BUND a exprimé de sérieux doutes quant à la sécurité à long terme du remblayage des mines. Notamment parce qu'à l'époque, aucune procédure de contrôle et d'autorisation objective et transparente n'était garantie [...] BUND a tout de même obtenu qu'en 2002, le ministre de l'environnement Jürgen Trittin promulgue le décret sur le remblayage des mines. Après cela, plus aucune nouvelle autorisation n'a été accordée ».
| Nom                                                 | Lieu           | Description                                                                         | Image                                                    |
| --------------------------------------------------- | -------------- | ----------------------------------------------------------------------------------- | -------------------------------------------------------- |
| Zeche Haus Aden/Zeche Monopol                       | Bergkamen      | De 1992 à 1998. Déchets spéciaux et autres résidus étrangers à l'industrie minière, | Mine Haus Aden, le chevalement a été démonté entre-temps |
| Zeche Hugo/Zeche Consolidation                      | Gelsenkirchen  | ,                                                                                   |                                                          |
| Mine de charbon d'Ewald (en)/Zeche Schlägel & Eisen | Herten         | ,                                                                                   |                                                          |
| Bergwerk Lippe                                      | Dorsten        | ,                                                                                   |                                                          |
| Bergwerk Fürst Leopold/Zeche Wulfen                 | Dorsten        | ,                                                                                   |                                                          |
| Zeche Auguste Victoria                              | Marl           | ,                                                                                   |                                                          |
| Bergwerk Walsum                                     | Duisburg       | ,                                                                                   | centred                                                  |
| Grube Emil Mayrisch                                 | Alsdorf        | ,                                                                                   | centred                                                  |
| Zeche Friedrich Heinrich                            | Kamp-Lintfort  | ,                                                                                   |                                                          |
| Bergwerk Blumenthal/Haard                           | Recklinghausen | ,                                                                                   |                                                          |
| Bergwerk Lohberg-Osterfeld                          | Oberhausen     | ,                                                                                   |                                                          |

#### Saxe-Anhalt
| Nom                             | Lieu         | Description                                                                                            | Image   |
| ------------------------------- | ------------ | --- | ------- |
| Steinsalzbergwerk Bernburg (de) | Bernburg     | valorisation souterraine par K+S                                                                       | centred |
| Kaliwerk Zielitz                | Zielitz      | valorisation souterraine par K+S                                                                       |         |
| Centre de stockage de Morsleben | Bartensleben | Des déchets radioactifs de faible et moyenne activité ont été stockés de 1978 à 1991 et de 1994 à 1998 | centred |

#### Thuringe
| Nom                             | Lieu          | Description                                         | Image   |
| ------------------------------- | ------------- | --------------------------------------------------- | ------- |
| Kaliwerk Glückauf Sondershausen | Sondershausen | La mine sert à l'élimination de résidus industriels | centred |
| Kaliwerk Bleicherode            | Bleicherode   | Entre autres, agents corrosifs, 1980                |         |

### Finlande
| Nom                                | Lieu     | Description                                             |
| ---------------------------------- | -------- | ------------------------------------------------------- |
| Centre de stockage de Loviisa (de) | Loviisa  | Déchets radioactifs. En fonctionnement depuis mai 1997. |
| Onkalo                             | Eurajoki | En construction, pour les déchets radioactifs           |

### France
| Nom                                    | Lieu                  | Description | Image   |
| -------------------------------------- | --------------------- | --- | ------- |
| Cigéo                                  | Bure                  | En construction. Pour les déchets nucléaires. | centred |
| StocaMine                              | Bassin potassique     | Fermé depuis 2003, déchets industriels | centred |
| Exploitation de pétrole de Pechelbronn | Pays d'Alsace du Nord | Entre 1962 et 1975. Près de 80 000 m3 de déchets sous forme avant tout liquide, mais parfois pâteuse. Déchets en provenance des anciennes raffineries de Reichstett et Herrlisheim | centred |
| Gouffre de Jardel                      | Chaffois              | Connu pour avoir servi de décharge pour des obus datant de la Première Guerre mondiale                                                                                             | centred |

### Suède
| Nom                                 | Lieu      | Description                      |
| ----------------------------------- | --------- | -------------------------------- |
| Centre de stockage de Forsmark (en) | Östhammar | Déchets radioactifs, depuis 1988 |

### Tchéquie
| Nom                           | Lieu       | Description                                                      |
| ----------------------------- | ---------- | ---------------------------------------------------------------- |
| Bratrství Jáchymov            | Jáchymov   | Déchets industriels à radionucléide naturels; depuis 1974        |
| Centre de stockage de Richard | Litoměřice | Déchets institutionnels à radionucléide artificiels; depuis 1964 |

## Australie
| Nom              | Lieu                                       | Description                                                                                | Image   |
| ---------------- | ------------------------------------------ | ------------------------------------------------------------------------------------------ | ------- |
| Radium Hill (en) | 110 kilomètres au sud-ouest de Broken Hill | Déchets faiblement radioactifs stockés entre 1981 et 1988 dans une ancienne mine d'uranium | centred |

## États-Unis d'Amérique
| Nom                         | Lieu     | Description | Image   |
| --------------------------- | -------- | --- | ------- |
| Waste Isolation Pilot Plant | Carlsbad | En fonctionnement depuis 1999. Décharge à 650 m de profondeur. Déchets radioactifs provenant de neuf installations américaines à vocation militaire (Rocky Flats, Los Alamos National Laboratory, Idaho National Laboratory, Hanford Site, etc.). | centred |